# Schule für Strategische Aufklärung der Bundeswehr

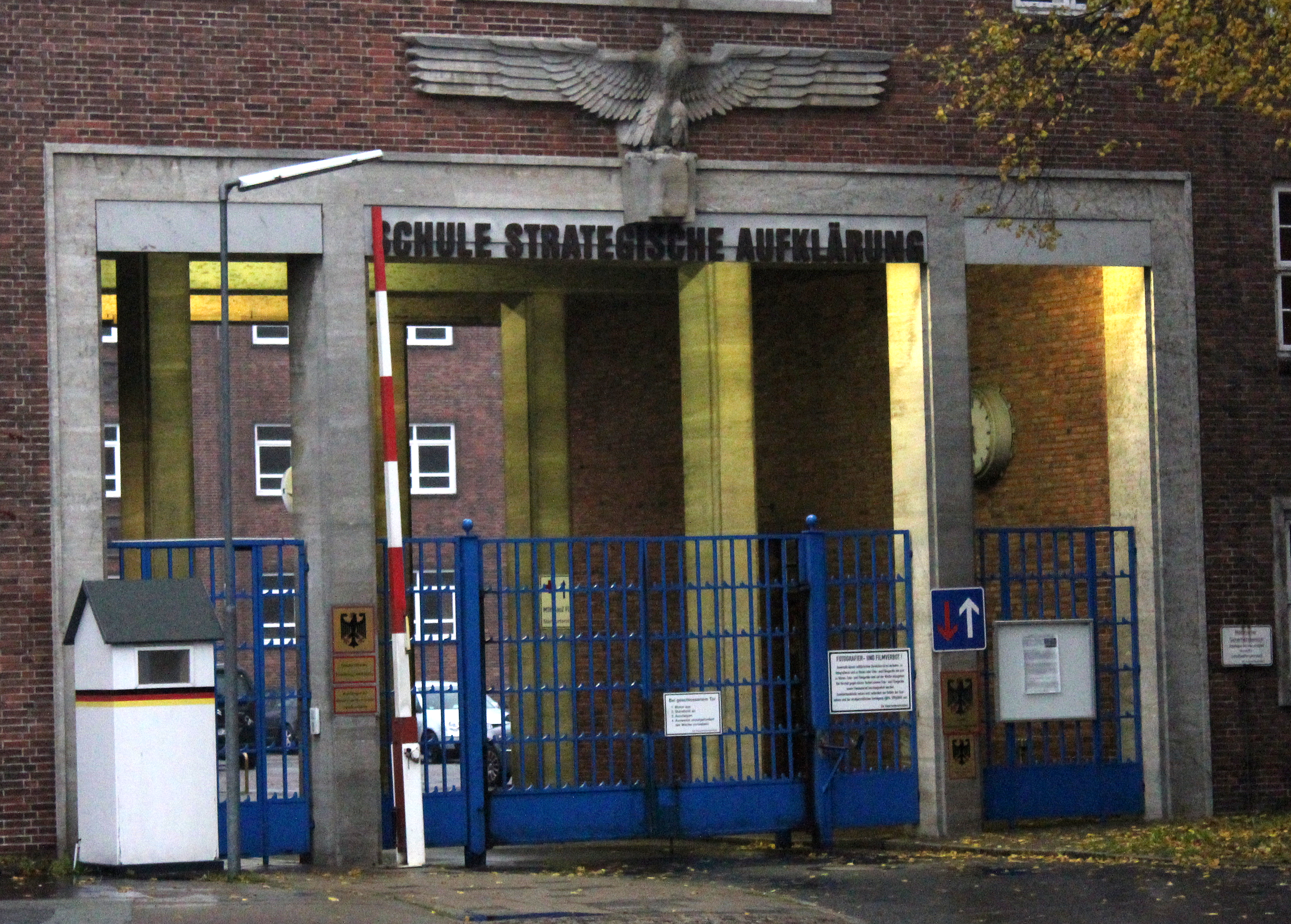
Toreingang mit altem Reichsadler und Schriftzug der Schule (Foto 2011)

Die Schule für Strategische Aufklärung der Bundeswehr (SchStratAufklBw) war die zentrale Ausbildungseinrichtung der Bundeswehr für das Militärische Nachrichtenwesen und die Elektronische Kampfführung. Die Schule wurde am 15. Januar 2003 im Stützpunkt Flensburg-Mürwik in Dienst gestellt und war dem Kommando Cyber- und Informationsraum unterstellt. Zum 1. April 2024 wurde sie in das Ausbildungszentrum CIR eingegliedert und zu dessen Außenstelle.

## Aufgabe
Die Schule führte die lehrgangsgebundene Ausbildung für die militärischen und zivilen Angehörigen des Militärischen Nachrichtenwesens aus allen Bereichen der Bundeswehr durch. Hierzu gehörte vor allem der Nachwuchs des Personals des Kommandos Strategische Aufklärung und der Bataillone Elektronischen Kampfführung. Ebenso durchlief das Personal von Heer, Luftwaffe und Marine ihre Basisausbildung in Flensburg, die durch Spezial- und Vertiefungslehrgänge ergänzt wurden. Darüber hinaus wurden auch internationale Lehrgänge angeboten, an denen Personal aus NATO und Partnerstaaten teilnehmen konnten. Jährlich absolvierten 4500 Personen Lehrgänge an der Schule.
Taktische militärische Aufklärung war nicht Lehrgegenstand der Schule. Kräfte der Heeresaufklärungstruppe der Bundeswehr werden an der Heeresaufklärungsschule in Munster ausgebildet.

## Gliederung
Die Schule gliedere sich im Wesentlichen in:
- Schulstab
- Bereich Zentrale Aufgaben
- Bereich Lehre/Ausbildung
  - Lehrgruppe A: Elektronische Kampfführung
  - Lehrgruppe B Militärische Nachrichtenwesen / Militärische Sicherheit / Informationstechnik

## Geschichte
Bis ins Jahr 2002 waren die EloKa-Kräfte von Heer, Luftwaffe und Marine in ihre jeweilige Teilstreitkraft integriert. Ihre Ausbildung erfolgte bezogen auf ihre teilstreitkraftspezifischen Aufgaben. Daneben existierte als Zentrale Militärische Dienststelle das Amt für Nachrichtenwesen der Bundeswehr.
Die EloKa-Kräfte der Bundeswehr wurden mit der Transformation der Bundeswehr in der Streitkräftebasis zusammengeführt; die Ausbildung wurde in Flensburg zentralisiert. Gleichzeitig wurde die Ausbildung der Offiziere und Unteroffiziere mit Portepee des Führungsgrundgebietes 2 (Militärisches Nachrichtenwesen) an die Schule in Flensburg verlegt. Diese wurde vormals in Bad Ems an der Schule für Nachrichtenwesen der Bundeswehr (SNBw) durchgeführt, die dem Amt für Nachrichtenwesen der Bundeswehr unterstellt war. An dieser fanden auch Lehrgänge und Einweisungen für die deutschen Militärattachés statt. Im Frieden unterstand der Schule die Frontnachrichtenlehrkompanie 300 als Lehrtruppenteil, die damals die Soldaten der Frontnachrichtentruppe ausbildete und für die Weiterentwicklung der Feldnachrichtentruppe verantwortlich war.
Aus dem Amt für Nachrichtenwesen der Bundeswehr wurde 2002 das Zentrum für Nachrichtenwesen der Bundeswehr. Die Schule wurde 2003 als Lehrgruppe Militärisches Nachrichtenwesen Bestandteil des Zentrums. Das Zentrum für Nachrichtenwesen der Bundeswehr selbst wurde wiederum 2007 aufgelöst und die Lehrgruppe Militärisches Nachrichtenwesen weitgehend in die Schule für Strategische Aufklärung der Bundeswehr integriert. Lediglich die Ausbildung der Militärattachés verblieb beim Kommando Strategische Aufklärung.
Mit einem Appell am 29. März 2023 wechselte die Unterstellung Kommando Strategische Aufklärung, welches aufgelöst wurde, zum Kommando Cyber- und Informationsraum. Zum 1. April 2024 fusionierte die Schule mit der Schule Informationstechnik der Bundeswehr zum Ausbildungszentrum CIR.

## Stationierung
Die Schule befand sich in den Gebäuden aus den 1930er Jahren der ehemaligen Nachrichtenschule, auch Marinenachrichtenschule der Reichsmarine für den Fernmeldeverkehr, nachfolgend Marine der Wehrmacht, die von 1956 bis 2002 von der Marinefernmeldeschule genutzt wurde.